# 439
El 439 (CDXXXIX) fou un any comú començat en diumenge del calendari julià.

## Esdeveniments
- 1 de gener: entra en vigor el Codex Theodosianus a l'Imperi Romà d'Occident.[1]